# Сно Ольга Павлівна
Ольга Павлівна Тутковська (8 травня 1881, Київ — 6 липня 1929), у шлюбі Сно — російська письменниця українського походження, фейлетоністка.

## Біографія
Народилась 8 травня 1881 року в Києві в родині академіка АН України Павла Тутковського. Після закінчення гімназії друкувалась у Києві, Одесі, Санкт-Петербурзі («Киевское слово», «Одесские новости», «Биржевые ведомости», «Образование», «Северная Звезда»).
Існує версія, що Сергій Єсенін використав один з псевдонімів Ольги Сно («Ольга Снегина», «О. П. Снегина», «О. Снегина», «Снежинка», «О. С.»), яка часто друкувалася з ним в одних журналах, для назви своєї поеми «Анна Снегина» та прізвища головної героїні. Ці псевдоніми були варіантами перекладу прізвища чоловіка Ольги Павлівни, англійця за походженням, Євгена Едуардовича Сно (англ. Snow — рос. снег — укр. сніг).

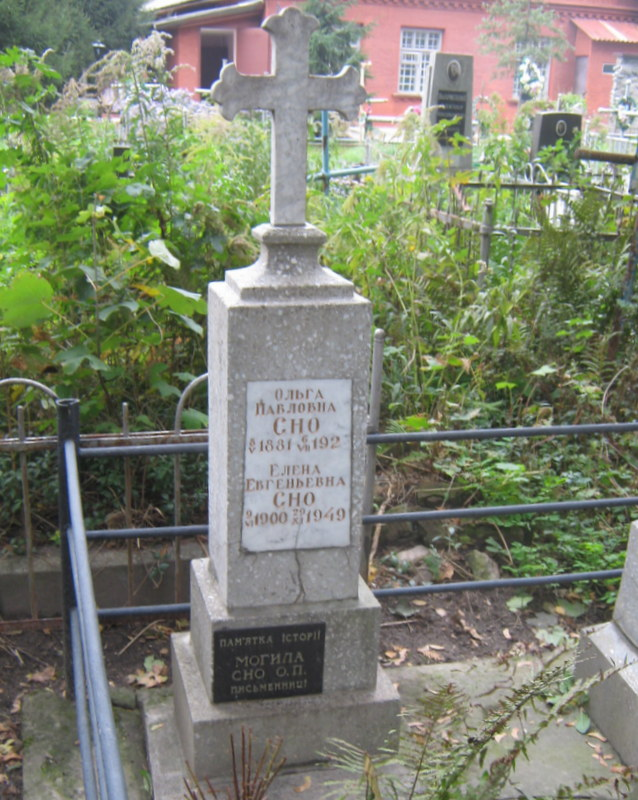
Могила Ольги Сно

Померла 6 липня 1929 року. Похована в Києві на Лук'янівському цвинтарі (ділянка № 1).

## Твори
Романи, повість «У древней стены», оповідання, п'єси, статті, підготовчі матеріали до творів.
Автор збірок «На гастролях. Повесть из закулисной жизни. СПб., 1905», «Рассказы. СПб., 1911. Т. 1».